# Indonesien i olympiska sommarspelen 1956
Indonesien deltog i de olympiska sommarspelen 1956 med en trupp bestående av 22 deltagare. Ingen av landets deltagare erövrade någon medalj.